# FC神楽しまね
FC神楽しまね（エフシーかぐらしまね、英語: FC Kagura Shimane）は、かつて存在したサッカークラブ。島根県松江市を本拠地としていた。2011シーズンから2021シーズンまでの登録チーム名・呼称は「松江シティFC」だったが、2022年2月1日に「FC神楽しまね」へ変更された。Jリーグ加盟を目指すクラブの1つだった。

## 歴史

### 前史
1968年、前身となる松江RMクラブを創設。その後、2007年まで松江RM友の会の名で公式戦に参加していたが、2008年にヴォラドール松江 に改称。2009年に中国地域県リーグ決勝大会で準優勝し、2010年より中国サッカーリーグに昇格した。

### 2011年 - 2018年（中国リーグ）
2011年
島根県サッカー協会松江支部の代表チームとして運営組織の新規立ち上げと合わせ、ヴォラドール松江を母体とした新クラブ松江シティフットボールクラブを設立。中国サッカーリーグでは7位に終わったが、中国地区予選を突破したことにより第47回全国社会人サッカー選手権大会へ出場した（初戦敗退）。
2012年
新たな運営法人として特定非営利活動法人松江シティスポーツクラブを設立。その記者会見で、2020年までにJ2リーグへ参入したいとする目標を明らかにした。また、新監督にA級ライセンスを保持している小川秀樹が就任した。第17回島根県サッカー選手権大会決勝でデッツォーラ島根E.Cを破り、初めて天皇杯島根県代表の座を得た。天皇杯1回戦では山口県代表の徳山大学に0-3で敗退するも、会場となった島根県立浜山公園陸上競技場には1,700人以上の観客が集まった。中国サッカーリーグは、昨年を上回る3位で終えた。
2013年
中国サッカーリーグは4位に終わった。3位のレノファ山口FCに勝点差18をつけられる不本意なシーズンとなった。全国社会人サッカー選手権大会の中国予選では、1回戦で廿日市FCにPK戦の末敗れた。第18回島根県サッカー選手権大会決勝でデッツォーラ島根E.Cに0-1で敗れ、天皇杯への連続出場も叶わなかった。
2014年
実信憲明や山内智裕などJリーグ経験者が加入するなど戦力補強を敢行し、中国サッカーリーグで初優勝を果たした。第19回島根県サッカー選手権大会決勝でデッツォーラ島根E.Cに敗れ、天皇杯出場はならなかった。またデッツォーラ島根E.Cにリーグ戦でも敗れた（連敗した）ことを理由に9月19日付けで小川を解任し、ヘッドコーチであった片山博義が監督代行に就任した。第50回全国社会人サッカー選手権大会では、島根県勢初のベスト8へ進出した。JFL昇格をかけて戦う第38回全国地域サッカーリーグ決勝大会に初出場し、1次ラウンドで敗退となった。
2015年
監督代行だった片山が監督に就任し、スポンサー並びにパートナー企業として山陰中央新報社を迎え基盤を強化。チームも、Jリーグ経験者が新たに5人完全移籍で加入するなど大幅な戦力補強を敢行した。中国サッカーリーグでは17勝1分の無敗でリーグ連覇を決め、谷尾昂也が得点王（他1人と同率）に、実信がアシスト王にそれぞれ輝いた。第20回島根県サッカー選手権大会決勝でもデッツォーラ島根E.Cに雪辱を果たし、2012年以来の2回目の天皇杯出場を決めた。本戦では1回戦でJFLの鹿児島ユナイテッドFCに勝利し天皇杯初勝利を飾ったが、2回戦でJ1の川崎フロンターレに0-3で敗れた。第51回全国社会人サッカー選手権大会では、1回戦でアミティエSC京都と対戦してPK戦の末に敗れた。10月6日、島根県サッカー協会の常務理事である鈴木惠朗がゼネラルマネージャーに就任した。第39回全国地域サッカーリーグ決勝大会では、昨年に続いて1次ラウンド敗退となった。12月5日、片山の監督退任を発表した。12月29日、田中孝司が監督に就任した。
2016年
松江市営陸上競技場で行われるホームゲーム7試合を有料試合（高校生以下は無料）として開催した。天皇杯は、第21回島根県サッカー選手権大会決勝でSC松江に快勝して2年連続3回目の本戦出場を決めたものの、1回戦でJ2のファジアーノ岡山FCに1-4で敗れた。中国サッカーリーグは勝点1差の2位で終え、第52回全国社会人サッカー選手権大会では準々決勝で敗退した。
2017年
天皇杯では、第22回島根県サッカー選手権大会決勝でデッツォーラ島根E.Cに勝利し、3年連続4回目の本戦出場を決めた。1回戦では熊本県教員蹴友団に勝利したものの、2回戦でJ1のサガン鳥栖に0-3で敗れた。4月20日、経営基盤の強化などを目的に松江シティFC株式会社を設立、社長には鈴木惠朗GMが就任した。中国サッカーリーグでも2年連続で2位の成績を収め、金村賢志郎がリーグ新記録となる35得点をマークした。第53回全国社会人サッカー選手権大会は決勝で鈴鹿アンリミテッドFCに敗れて準優勝となった。全国地域サッカーチャンピオンズリーグ2017では、1次ラウンドで敗退となった。
2018年
天皇杯では、第23回島根県サッカー選手権大会決勝でSC松江に勝利し、4年連続5回目の天皇杯出場を決めた。1回戦でSRC広島に4-0で勝利したが、2回戦ではJ1のV・ファーレン長崎に延長戦の末1-2で敗れた。中国サッカーリーグでは開幕から13連勝で5試合を残して3年ぶり3回目の優勝を決め、最終的に18戦全勝でリーグを終えた。第54回全国社会人サッカー選手権大会では決勝でFC刈谷を破り、島根県勢として初優勝を飾った。全国地域サッカーチャンピオンズリーグ2018は1次ラウンドを3戦全勝（1位）、決勝ラウンドを2勝1分の成績で優勝した。12月6日、日本フットボールリーグ理事会で2019年からのJFL入会が承認された。この年の公式戦成績は35試合33勝1分1敗 であった。

### 2019年 - 2022年（JFL）
2019年
2019年2月、2021年4月に下部組織となるユースチーム（U-18）を雲南市内に設立することを発表した。天皇杯では、第24回島根県サッカー選手権大会決勝でSC松江に勝利して5年連続6回目の本戦出場を決めた。本戦1回戦でJ3のカマタマーレ讃岐と対戦、PK戦にもつれ込むも敗れ、3年ぶりに初戦で敗退した。リーグ戦では開幕から11戦未勝利（4分7敗）と低迷、浮上のきっかけを掴めないまま15位で迎えた最終節、負けたら地域リーグ降格となる最下位・流経大ドラゴンズ龍ケ崎とのアウェイでの大一番に1-0で勝利し、通算5勝10分15敗の15位でJFL残留を決めた。シーズン終了後、田中が監督を退任してGMに就任、コーチの実信が監督に昇格した。
2020年
8月16日、第25回島根県サッカー選手権大会決勝でE-WING出雲に勝利し、6年連続7回目の天皇杯本戦出場を決めた。天皇杯では、1回戦でYonago Genki SCに5-0で勝利した。続く2回戦では三菱自動車水島FCに0-1で敗れた。リーグ戦は16チーム中10位で終えるも、酒井達磨が得点王に輝きベスト11にも選出され、チームもフェアプレー賞を受賞した。12月2日、田中がGMを退任した。12月10日、2021年4月の雲南市でのユースチーム（U-18）設立を断念することを発表した。
2021年
4月18日、第26回島根県サッカー選手権大会決勝でE-WING出雲に勝利し、7年連続8回目の天皇杯本戦出場を決めた。天皇杯では1回戦で福山シティFCに1-2で敗れた。8月20日、2022年シーズンからクラブ名を変更し、一般公募により新チーム名を決定することが発表された。リーグ戦は過去最高となる5位で終えた。12月20日、2022年2月1日付でクラブ名をFC神楽しまねへ変更することを発表した。
2022年
クラブ名改名初戦である開幕戦のホームFCマルヤス岡崎戦をコロナウイルス感染者が出たために延期となり、第2節アウェーでのクリアソン新宿戦で開幕を迎え1-0で勝利するも、その後低迷し一時は最下位に沈む。後半戦は持ち直し12位でシーズンを終えたが、後述の理由により、この年限りでJFL退会となった。天皇杯では、第27回島根県サッカー選手権大会決勝でベルガロッソ浜田に3-0で勝利し、8年連続9回目の天皇杯本戦出場を決める。本戦1回戦MD長崎に2-1で勝利するも、2回戦大分トリニータに0-3で敗退した。

### 経営難とJFL退会、そしてクラブ解散
2022年7月26日、選手・スタッフ全員の7月分の給与が支払われておらず、6月分の給与も遅配されていることが報道され、経営難に陥っていることが取り沙汰された。クラブもこの報道を事実と認め、7月29日には、クラブを運営する松江シティFC株式会社が、設立当初より債務超過を繰り返していることを明かした。成績面においては残留圏である14位以上を確保しているため中国サッカーリーグへの自動降格はないが、このような運営面の問題から、JFLはクラブに対して再建策の提示などを求め、同年12月6日に開催される理事会で残留の可否について審議が行われることとなった 予定だったが、継続審議となり、結論は持ち越された。
新型コロナウイルスの感染拡大に伴う試合数の大幅減や無観客試合（リモートマッチ）の影響もあり、2019年に約9,700万円だったクラブの運営赤字は、2021年には約1億円にまで膨れ上がり、適切な経営再建へ向けた打開策を見出せない状態にあった。加えて選手の給料の未払いが続き、プロ契約を結んでいるにもかかわらず生計を立てるためにアルバイトをせねばならないケースも発生。7月に給与未払いが公になって以降、監督・実信憲明や主将・垣根拓也ら20人以上が退団する事態に陥った。その一方で元コーチが運営会社を相手取り、未払い分の支払いを求める訴訟を起こしたが、2回にわたる口頭弁論で被告側は出廷することも書面での主張もなく、そのまま結審し、同年2月1日に未払い分の支払いを命じる判決を出すという事態にもなってしまった 他、運営会社が求めていた2023年1月20日を期限とした給与支払いと、JFLの参加費の支払いが間に合わないことが一部報じられた。
2023年1月23日、日本フットボールリーグは臨時理事会を開き、FC神楽しまねのJFL不参加、退会を決定した。約半年間にわたり選手・スタッフ・社員への給与未払いが続く上、今季JFL参加への会費も支払っておらず、今後も資金繰りが見込めないとの判断によるものである。なお成績面以外でのJFLからの退会・除名である場合は、地域リーグへの1階級降格は認められていないため、2023年度は中国サッカーリーグへの参加もできず、存続したとしても島根県社会人サッカーリーグへの参加は島根県サッカー協会の判断に委ねられることとなる。
すでに2023年度のスクール生（学生・児童世代）の募集も再開されていた が、今回のJFL退会を受けて、今後のトップチーム・下部組織・スクールの活動はすべて未定となった。トップチームの残留希望者は前述の大量退団の影響もあり、JFL退会決定時でわずか8人。下部組織にも100人以上の学生・児童が在籍しているというが、その下部組織の存続すらも危ぶまれているとの一部報道があった。また加えて、運営会社の社長・宮瀧譲治は2022年11月にクラブを離れ、組織の指揮が取れない状態であるため、JFL加盟クラブから最低各1名は就任することを求めている理事職も、退会決定時の臨時理事会ではクラブの常務理事2人がオブザーバーとして出席したという状況だった（社長の宮瀧はクラブ解散まで正式な記者会見を一度も行うことはなかった）。
1月31日、クラブは松江市内で開かれた保護者会で、宮瀧名義によるA4判のコピー用紙1枚の告知に保護者に配布、その中で、「諸般の事情」により上記の育成チームのU-15及びU-12松江の活動を停止したことを明かした。クラブは「子供たちがサッカーをする場所を無くしたくない」としてジュニア・ジュニアユースのコーチに協力を依頼、U-14監督を務めていた見継武志を中心に「松江シティフットボールクラブ」を新たに設立し、所属選手の受け皿として活動するとした。ただし、運営面での実態は不透明となっている。2023年度の活動を継続するためには、遅くとも2月3日までに島根県サッカー協会にチーム・選手登録を済ませねばならないため、FC神楽しまねU-15・U-12松江から松江シティFCへの移管をするか否かを、短い時間で決めてほしいと要望をしたとされる。またスクールについても活動を休止し、前年トップチームの副主将を務めた佐藤啓志郎が2月から開設するサッカースクール「KEISHIサッカースクール」へ移管し、希望者にはそれぞれの受け皿のチーム・スクールで練習できるようにするとした。
3月14日、松江シティFC株式会社が松江地方裁判所に破産手続きの開始を申し立てて、クラブ解散が決まった。
8月3日、松江労働基準監督署はスタッフ4人に対する最低賃金法違反（賃金不払い）の疑いで、松江シティFC株式会社と、同社の代表取締役社長を松江地方検察庁に書類送検した。しかし11月28日、松江地検は法人としての松江シティFCと当時の代表取締役社長について不起訴処分とした。不起訴の理由については明らかにしなかった。

## クラブ名変遷
- 松江RMクラブ（1968 - 2007）
- ヴォラドール松江（2008 - 2010）
- 松江シティFC（2011 - 2021）
- FC神楽しまね（2022）

## チーム成績・歴代監督

### リーグ戦
| 年度 | 所属      | 順位 | 勝点 | 試合 | 勝 | 分 | 敗 | 得点 | 失点 | 得失差 | 天皇杯     | 監督 |
| 2006 | 島根県1部 | 2位  | 21   | 10   | 6  | 3  | 1  | 24   | 14   | 10     | 県予選敗退 |      |
| 2007 | 島根県1部 | 4位  | 15   | 10   | 5  | 0  | 5  | 26   | 25   | 1      | 県予選敗退 |      |

| 年度 | 所属      | 順位 | 勝点 | 試合 | 勝 | 分 | 敗 | 得点 | 失点 | 得失差 | 天皇杯     | 監督     |
| 2008 | 島根県1部 | 優勝 | 38   | 14   | 12 | 2  | 0  | 43   | 10   | 33     | 県予選敗退 | 廣瀬康彦 |
| 2009 | 島根県1部 | 優勝 | 37   | 14   | 12 | 1  | 1  | 58   | 10   | 48     | 県予選敗退 | 廣瀬康彦 |
| 2010 | 中国      | 3位  | 35   | 18   | 11 | 2  | 5  | 50   | 36   | 14     | 県予選敗退 | 廣瀬康彦 |

| 年度 | 所属 | 順位 | 勝点 | 試合 | 勝 | 分 | 敗 | 得点 | 失点 | 得失差 | 天皇杯     | 監督                                    |
| 2011 | 中国 | 7位  | 18   | 18   | 5  | 3  | 10 | 28   | 37   | -9     | 県予選敗退 | 廣瀬康彦                                |
| 2012 | 中国 | 3位  | 38   | 18   | 12 | 2  | 4  | 36   | 25   | 11     | 1回戦敗退  | 小川秀樹                                |
| 2013 | 中国 | 4位  | 25   | 18   | 7  | 4  | 7  | 39   | 34   | 5      | 県予選敗退 | 小川秀樹                                |
| 2014 | 中国 | 優勝 | 38   | 18   | 12 | 2  | 4  | 50   | 20   | 30     | 県予選敗退 | 小川秀樹（-9月） 片山博義（代行、9月-） |
| 2015 | 中国 | 優勝 | 52   | 18   | 17 | 1  | 0  | 70   | 4    | 66     | 2回戦敗退  | 片山博義                                |
| 2016 | 中国 | 2位  | 40   | 18   | 12 | 4  | 2  | 48   | 16   | 32     | 1回戦敗退  | 田中孝司                                |
| 2017 | 中国 | 2位  | 44   | 18   | 14 | 2  | 2  | 82   | 18   | 64     | 2回戦敗退  | 田中孝司                                |
| 2018 | 中国 | 優勝 | 54   | 18   | 18 | 0  | 0  | 76   | 4    | 72     | 2回戦敗退  | 田中孝司                                |
| 2019 | JFL  | 15位 | 25   | 30   | 5  | 10 | 15 | 26   | 51   | -25    | 1回戦敗退  | 田中孝司                                |
| 2020 | JFL  | 10位 | 20   | 15   | 6  | 2  | 7  | 18   | 24   | -6     | 2回戦敗退  | 実信憲明                                |
| 2021 | JFL  | 5位  | 50   | 32   | 14 | 8  | 10 | 38   | 37   | 1      | 1回戦敗退  | 実信憲明                                |

| 年度 | 所属 | 順位 | 勝点 | 試合 | 勝 | 分 | 敗 | 得点 | 失点 | 得失差 | 天皇杯    | 監督     |
| 2022 | JFL  | 12位 | 34   | 30   | 9  | 7  | 14 | 32   | 42   | -10    | 2回戦敗退 | 実信憲明 |

### カップ戦
| 回  | 年月日        | ラウンド | 会場     | 得点                      | 対戦相手                      |
| 92  | 2012年9月1日  | 1回戦    | 浜山陸上 | 0 - 3                     | 徳山大学 (山口)               |
| 95  | 2015年8月29日 | 1回戦    | 松江市陸 | 1 - 0                     | 鹿児島ユナイテッドFC (鹿児島) |
| 95  | 2015年9月5日  | 2回戦    | 等々力   | 0 - 3                     | 川崎フロンターレ (J1)         |
| 96  | 2016年8月27日 | 1回戦    | 松江市陸 | 1 - 4                     | ファジアーノ岡山FC (J2)       |
| 97  | 2017年4月23日 | 1回戦    | えがおS  | 4 - 0                     | 熊本県教員蹴友団 (熊本)       |
| 97  | 2017年6月21日 | 2回戦    | ベアスタ | 0 - 3                     | サガン鳥栖 (J1)               |
| 98  | 2018年5月27日 | 1回戦    | 竹ヶ端   | 4 - 0                     | SRC広島 (広島)                |
| 98  | 2018年6月6日  | 2回戦    | 長崎市陸 | 1 - 2 (延長)              | V・ファーレン長崎 (J1)        |
| 99  | 2019年5月25日 | 1回戦    | 島根県サ | 2 - 2 (延長) (2 - 4 PK戦) | カマタマーレ讃岐 (香川)       |
| 100 | 2020年9月16日 | 1回戦    | Axis     | 5 - 0                     | Yonago Genki SC (鳥取)        |
| 100 | 2020年9月23日 | 2回戦    | みよし陸 | 0 - 1 (延長)              | 三菱自動車水島FC (岡山)       |
| 101 | 2021年5月23日 | 1回戦    | 広島第一 | 1 - 2                     | 福山シティFC (広島)           |
| 102 | 2022年5月22日 | 1回戦    | 長崎市陸 | 2 - 1                     | MD長崎 (長崎)                 |
| 102 | 2022年6月1日  | 2回戦    | 昭和電ド | 0 - 3                     | 大分トリニータ (J2)           |

| 回 | 年月日         | ラウンド | 会場      | 得点                      | 対戦相手                 |
| 47 | 2011年10月22日 | 1回戦    | 浅中多    | 3 - 6                     | FC岐阜SECOND             |
| 50 | 2014年9月27日  | 1回戦    | 八咫烏サ  | 3 - 2                     | バンディオンセ加古川     |
| 50 | 2014年9月28日  | 2回戦    | 串本町多  | 2 - 1                     | FC KOREA                 |
| 50 | 2014年9月29日  | 準々決勝 | 串本町多  | 0 - 3                     | FC大阪                   |
| 51 | 2015年10月17日 | 1回戦    | 盛岡南B   | 1 - 1 (延長) (4 - 5 PK戦) | アミティエSC京都         |
| 52 | 2016年10月22日 | 1回戦    | 丸山陸上  | 5 - 0                     | FCガンジュ岩手           |
| 52 | 2016年10月23日 | 2回戦    | あけぼの  | 1 - 2                     | 新日鐵住金大分サッカー部 |
| 52 | 2016年10月24日 | 準々決勝 | 北条SC陸  | 0 - 1                     | 三菱自動車水島FC         |
| 53 | 2017年10月14日 | 1回戦    | 丸岡SPサ  | 3 - 1                     | 早稲田ユナイテッド       |
| 53 | 2017年10月15日 | 2回戦    | 三国陸上  | 2 - 1                     | 札幌蹴球団               |
| 53 | 2017年10月16日 | 準々決勝 | 丸岡SPサ  | 2 - 1                     | アルティスタ東御         |
| 53 | 2017年10月17日 | 準決勝   | TP福井サ  | 0 - 0 (延長) (4 - 2 PK戦) | VONDS市原FC              |
| 53 | 2017年10月18日 | 決勝     | TP福井サ  | 1 - 2                     | 鈴鹿アンリミテッドFC     |
| 54 | 2018年10月20日 | 1回戦    | ひたちスB | 4 - 1                     | 藤枝市役所サッカー部     |
| 54 | 2018年10月21日 | 2回戦    | 北海浜多  | 4 - 2                     | エスペランサSC           |
| 54 | 2018年10月22日 | 準々決勝 | 北海浜多  | 1 - 0                     | アルティスタ浅間         |
| 54 | 2018年10月23日 | 準決勝   | 北海浜多  | 2 - 0                     | いわきFC                 |
| 54 | 2018年10月24日 | 決勝     | カシマ    | 3 - 2                     | FC刈谷                   |

## タイトル

### リーグ戦
- 中国サッカーリーグ：3回
  - 2014，2015，2018
- 島根県社会人サッカーリーグ1部：2回
  - 2008，2009

### カップ戦
- 全国地域サッカーチャンピオンズリーグ：1回
  - 2018
- 全国社会人サッカー選手権大会：1回
  - 2018
- 島根県サッカー選手権大会（天皇杯島根県予選）：9回
  - 2013，2015 - 2022

## ユニフォーム

### クラブカラー
- - 2021年   黄、  赤
- 2022年   金、  紺

### 最終年ユニフォームスポンサー
| 掲出箇所   | スポンサー名             | 表記                   | 掲出年   | 備考 |
| 胸         | 島根電工ホールディングス | 島根電工HD             | 2017年 - | 2016年は袖 2016年は「おたすけ隊 住まいの」表記 2017年 - 2021年は「島根電工」表記 2016年 - 2021年は「島根電工」名義 |
| 鎖骨       | テクノプロジェクト       | TechnoProject          | 2022年 - | 両側に掲出 2013年 - 2017年は背中上部 2018年はパンツ 2013年 - 2018年は「テクノプロジェクト」表記                    |
| 背中上部   | 山陰中央新報社           | 山陰中央新報           | 2018年 - | 2015年 - 2016年は胸 2017年は袖 2015年は 「SUN SAN CLUB さんさんクラブ 山陰中央新報社」表記                         |
| 背中下部   | 島根ナカバヤシ           | ナカバヤシ             | 2018年 - | 2016年 - 2017年はパンツ                                                                                            |
| 袖         | 山陰中央テレビジョン放送 | TSK さんいん中央テレビ | 2022年 - | |
| パンツ前面 | 島根マツダ               | 島根マツダ             | 2021年 - | |
| パンツ背面 | なし                     | -                      | -        | |

### ユニフォームサプライヤーの遍歴
- - 2010年：アンブロ
- 2011年 - 2020年：ガビック
- 2021年 - 2022年：サッカージャンキー

### 歴代ユニフォーム
| FP 1st |      |      |
| 2018   | 2019 | 2020 |

| FP 2nd |      |      |
| 2018   | 2019 | 2020 |

### 歴代ユニフォームスポンサー表記
| 年度 | 箇所                                       | 箇所          | 箇所          | 箇所               | 箇所       | 箇所                           | 箇所               | 箇所       | サプライヤー |
| 年度 | 胸                                         | 鎖骨左        | 鎖骨右        | 背中上部           | 背中下部   | 袖                             | パンツ前面         | パンツ背面 | サプライヤー |
| 2010 | SONIC                                      | 解禁前        | 解禁前        | -                  | 解禁前     | -                              | -                  | 解禁前     | UMBRO        |
| 2011 | -                                          | 解禁前        | 解禁前        | -                  | 解禁前     | -                              | -                  | 解禁前     | GAViC        |
| 2012 | -                                          | 解禁前        | 解禁前        | -                  | 解禁前     | -                              | -                  | 解禁前     | GAViC        |
| 2013 | -                                          | 解禁前        | 解禁前        | テクノプロジェクト | 解禁前     | -                              | -                  | 解禁前     | GAViC        |
| 2014 | スポーツ健康都市 まつえ                    | 解禁前        | 解禁前        | テクノプロジェクト | 解禁前     | （吉田くん）                   | -                  | 解禁前     | GAViC        |
| 2015 | SUN SAN CLUB さんさんクラブ 山陰中央新報社 | 解禁前        | 解禁前        | テクノプロジェクト | 解禁前     | TOYOSOLaR 東洋ソーラー株式会社 | -                  | 解禁前     | GAViC        |
| 2016 | 山陰中央新報                               | 解禁前        | 解禁前        | テクノプロジェクト | -          | おたすけ隊 住まいの            | ナカバヤシ         | 解禁前     | GAViC        |
| 2017 | 島根電工                                   | 解禁前        | 解禁前        | テクノプロジェクト | -          | 山陰中央新報                   | ナカバヤシ         | 解禁前     | GAViC        |
| 2018 | 島根電工                                   | -             | -             | 山陰中央新報       | ナカバヤシ | - / カナツ技研工業             | テクノプロジェクト | 解禁前     | GAViC        |
| 2019 | 島根電工                                   | -             | -             | 山陰中央新報       | ナカバヤシ | -                              | -                  | 解禁前     | GAViC        |
| 2020 | 島根電工                                   | -             | -             | 山陰中央新報       | ナカバヤシ | -                              | カナツ技研工業     | 解禁前     | GAViC        |
| 2021 | 島根電工                                   | -             | -             | 山陰中央新報       | ナカバヤシ | -                              | 島根マツダ         | -          | soccer junky |
| 2022 | 島根電工HD                                 | TechnoProject | TechnoProject | 山陰中央新報       | ナカバヤシ | TSK さんいん中央テレビ         | 島根マツダ         | -          | soccer junky |

## スタジアム・観客数
- ホームスタジアム：松江市営陸上競技場（松江市）
- 準ホームスタジアム：島根県立浜山公園陸上競技場（出雲市）
- 準ホームスタジアム：島根県立サッカー場（益田市）

### 観客数
| 年度 | 所属 | 合計 入場者数 |          | 最多入場者数 | 最多入場者数 | 最多入場者数 |      | 最少入場者数 | 最少入場者数 | 最少入場者数 |  | 平均 入場者数 | 試合数 | ホームゲーム 開催スタジアム      |
| 年度 | 所属 | 合計 入場者数 | 入場者数 | 相手         | 会場         | 入場者数     | 相手 | 会場         |              |              |  | 平均 入場者数 | 試合数 | ホームゲーム 開催スタジアム      |
| 2019 | JFL  | 10,482        |          | 1,544        | 今治         | 松江市陸     |      | 360          | びわこ       | 浜山陸上     |  | 699           | 15     | 松江市陸12、浜山陸上3            |
| 2020 | JFL  | 3,934         |          | 971          | ロック       | 松江市陸     |      | 0            | S仙台        | 浜山陸上     |  | 562           | 7      | 松江市陸6、浜山陸上1             |
| 2021 | JFL  | 7,350         |          | 1,023        | 高知         | 松江市陸     |      | 270          | 武蔵野       | 島根県サ     |  | 459           | 16     | 松江市陸12、島根県サ3、浜山陸上1 |
| 2022 | JFL  | 9,799         |          | 3,644        | 鈴鹿         | 松江市陸     |      | 291          | 青森         | 松江市陸     |  | 653           | 15     | 松江市陸11、島根県サ3、浜山陸上1 |

| 年度 | 自治体 | 会場                       | 収容人員 | ホームゲーム観客数 | ホームゲーム観客数 | ホームゲーム観客数 | ホームゲーム観客数 | ホームゲーム観客数 |
| 年度 | 自治体 | 会場                       | 収容人員 | 試合数             | 合計               | 平均               | 最多               | 最少               |
| 2019 | 松江市 | 松江市営陸上競技場         | 24,000   | 12                 | 8,429              | 702                | 1,544              | 407                |
| 2019 | 出雲市 | 島根県立浜山公園陸上競技場 | 15,720   | 3                  | 2,053              | 684                | 1,017              | 360                |
| 2020 | 松江市 | 松江市営陸上競技場         | 24,000   | 6                  | 3,934              | 656                | 971                | 489                |
| 2020 | 出雲市 | 島根県立浜山公園陸上競技場 | 15,720   | 1                  | 0                  | 0                  | 0                  | 0                  |
| 2021 | 松江市 | 松江市営陸上競技場         | 24,000   | 12                 | 5,997              | 500                | 1,023              | 283                |
| 2021 | 出雲市 | 島根県立浜山公園陸上競技場 | 15,720   | 1                  | 292                | 292                | 292                | 292                |
| 2021 | 益田市 | 島根県立サッカー場         | 6,000    | 3                  | 1,061              | 354                | 407                | 270                |
| 2022 | 松江市 | 松江市営陸上競技場         | 24,000   | 11                 | 8,159              | 742                | 3,644              | 291                |
| 2022 | 出雲市 | 島根県立浜山公園陸上競技場 | 15,720   | 1                  | 599                | 599                | 599                | 599                |
| 2022 | 益田市 | 島根県立サッカー場         | 6,000    | 3                  | 1,041              | 347                | 351                | 340                |

## 下部組織
- 松江シティFC Ragazza
  - レディースチーム。元々は「松江レディースフットボールクラブRagazza」というクラブだったが、2017年に松江シティFCの兄妹（提携）チームとなり「松江シティRagazza」へ改称、更に2020年2月より松江シティFCの下部組織となり、「松江シティFC Ragazza」に改称した[50]。中国女子サッカーリーグ2部に所属していたが、2021年3月31日に解散した[51]。
- ユース
  - U-18ユースチーム。2021年4月に雲南市内に設立する予定だったが断念した。
- ジュニアユース
  - U-15ジュニアユースチーム。2016年4月から松江市内で活動する「デルソーレ松江フットボールクラブジュニアユース」と提携。2018年4月から正式に下部組織となり、「松江シティフットボールクラブジュニアユース」と改称した[52]。
- ジュニア
  - U-12ジュニアチーム。
- スクール
  - 小学生を対象としたサッカースクールを開催している。2018年度より小中学生が対象の「松江シティFC GKスクール」を新設[53]。